# 徐勇 (医生)
徐勇（1955年—），男，汉族，中华人民共和国医生、政治人物，中国国民党革命委员会中央委员、天津市委副主委，天津医科大学第二医院副院长、第十一届全国政协委员。

## 生平
2008年，当选第十一届全国政协委员，代表医药卫生界，分入第四十六组。